# Догана (Сондрио)
Догана је насеље у Италији у округу Сондрио, региону Ломбардија.
Према процени из 2011. у насељу је живело 50 становника. Насеље се налази на надморској висини од 665 м.